# Juan Edmunds Rapahango
Juan Edmunds Rapahango (1923–20 de agosto de 2012) fue un político chileno de origen rapanui. Fue alcalde de Isla de Pascua en dos periodos, entre 1973 y 1979, y entre 1990 y 1992.

## Biografía
Es hijo del inglés Henry Percy Edmunds, director de la compañía Williamson-Balfour, y de Victoria Rapahango Te Puku, una importante nativa que se relacionó con los primeros etnólogos de visita en la isla. Es padre del también alcalde Pedro Pablo Edmunds Paoa.
Como alcalde, Edmunds Rapahango promovió el turismo a la isla, y ayudó a desarrollar la infraestructura de la isla. Colaboró estrechamente con William Mulloy y apoyó los proyectos arqueológicos de restauración norteamericanos.